# Richmond (fleuve)
Pour les articles homonymes, voir Richmond.
Le Richmond est un fleuve du nord-est de la Nouvelle-Galles du Sud en Australie qui se jette dans l'océan Pacifique.

## Géographie
Long de 170 km, il prend sa source au pied des Border Ranges, traverse les villes de Kyogle, Casino, Coraki, Woodburn où il se dirige alors vers le nord pour aller se jeter dans l'océan Pacifique à Ballina. Il possède un bassin de 6 850 km2 ce qui en fait le sixième de l'État dont 1 000 km2 environ sont inondables.
C'est l'un des trois cours d'eau que l'on a l'habitude de considérer comme formant la région des rivières du Nord (en anglais : the Northern Rivers District of New South Wales), les deux autres étant la Clarence au sud et la Tweed au nord.